# Isabel Ambrosio
Pour les articles homonymes, voir Ambrosio.
María Isabel Ambrosio Palos, née le 18 juillet 1970 à Madrid, est une femme politique espagnole membre du Parti socialiste ouvrier espagnol (PSOE). Elle est maire de Cordoue entre 2015 et 2019.

## Biographie

### Vie privée
Elle est mariée et mère de deux filles nées en 2002 et 2004.

### Formation et vie professionnelle
Elle étudie à l'université de Cordoue. Elle est technicienne chargée de l'Information de la jeunesse au sein de la députation provinciale de Cordoue.

### Cadre provinciale du PSOE
En 1999, à l'âge de vingt-neuf ans, elle est nommée assesseure du groupe socialiste municipal de Cordoue. L'année suivante, elle devient secrétaire à l'Organisation de la fédération provinciale du PSOE. En 2004, elle est désignée secrétaire générale provinciale lors d'un congrès.

### Premières responsabilités politiques
Lors des élections régionales de 2004, elle est élue députée au Parlement d'Andalousie pour la circonscription autonomique de Cordoue. Elle préside la commission du Handicap et est membre de la conférence chargée de la Promotion et de la Défense des compétences de la région. Au cours de la législature, elle prend la vice-présidence de la commission du Gouvernement et le porte-parolat à la commission du Tourisme.
Le 20 mai 2008, elle renonce à son mandat de députée pour devenir déléguée de la Junte d'Andalousie dans la province de Cordoue.

### Maire de Cordoue
Le 20 janvier 2015, elle est relevée de ses fonctions administratives pour postuler à la mairie de Cordoue pour le PSOE. Elle est remplacée par Rafaela Crespín.
Lors des élections du 24 mai 2015, la liste qu'elle conduit arrive seconde avec 20,55 % des voix et sept conseillers derrière celle du PP (34,40 % des voix et onze conseillers). Elle est élue maire de Cordoue le 13 juin 2015 par 15 voix pour, 3 abstentions et 11 voix à José Antonio Nieto grâce à un accord tripartite avec IU et Gagnons Cordoue, marque blanche de Podemos dans la ville.
Son premier geste en tant que maire est de déposer un bouquet de roses sur la tombe Manuel Sánchez-Badajoz, fusillé en 1936, dernier maire socialiste de Courdoue et ayant dirigé la ville sous la Seconde république. Elle cède le pouvoir à José Maria Bellido le 15 juin 2019, après que la droite a remporté la majorité absolue au conseil municipal.